# Robin des Bois et ses joyeux compagnons
Pour les articles homonymes, voir Robin des Bois.
Pour plus de détails, voir Fiche technique et Distribution.
Robin des Bois et ses joyeux compagnons (The Story of Robin Hood and His Merrie Men) est un film américain réalisé par Ken Annakin, adapté de la légende du voleur-justicier anglais Robin des Bois, sorti en 1952.
C'est la première adaptation en long métrage réalisée par le studio Disney avant la version en animation Robin des Bois (1973).

## Synopsis

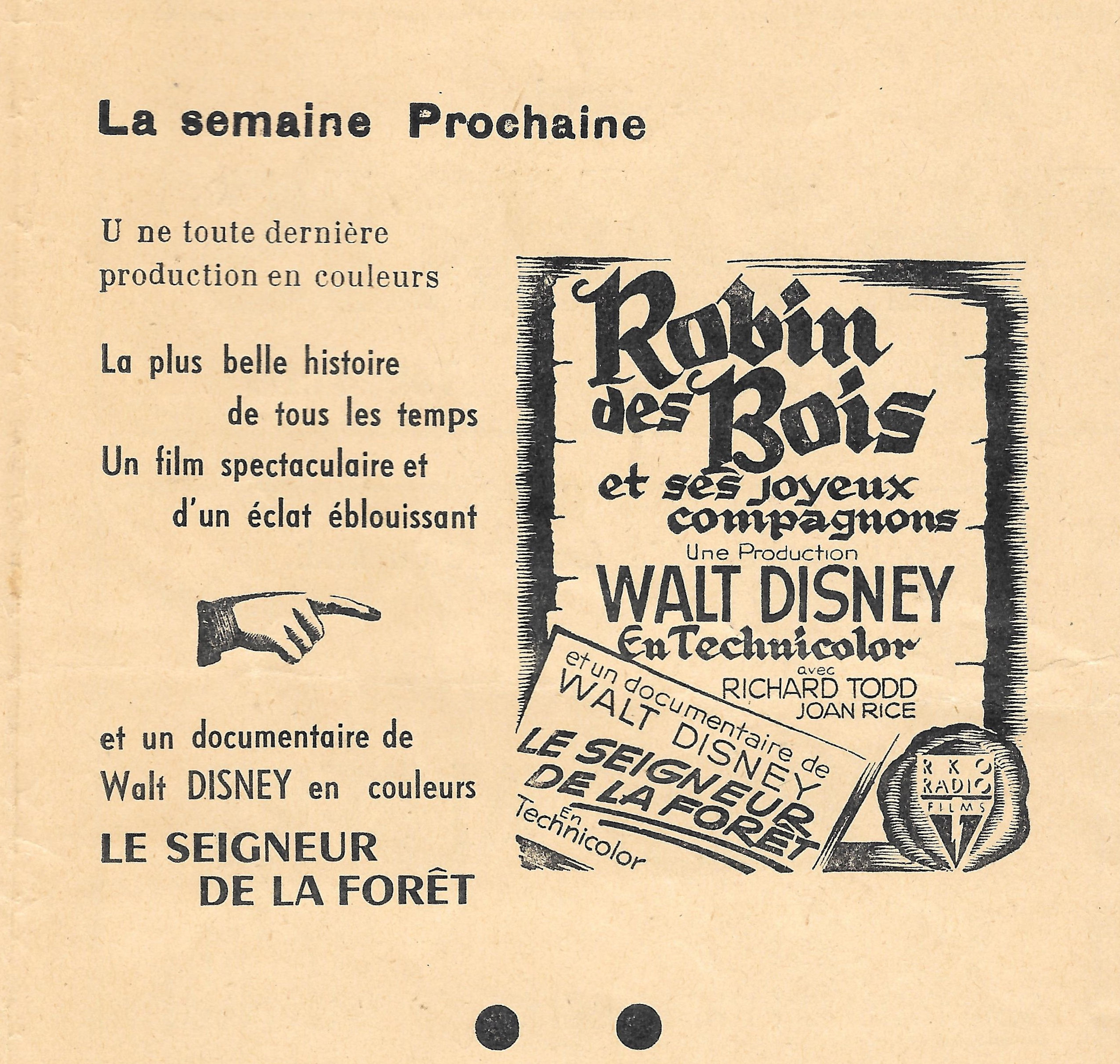
Robin des Bois et ses joyeux compagnons - Programme de cinéma de 1952.

Richard Cœur de Lion a laissé son royaume à son frère le prince Jean, pour partir en croisade. Le prince mandate un nouveau shérif, celui de Nottingham, d'appliquer les lois qu'il a promues. Le royaume subit la dictature du prince et croule sous les taxes. À la suite d'un tournoi de tir à l'arc, les hommes du shérif assassinent le père du jeune Robin des Bois. Il s'enfuit dans la forêt et, rejoint par d'autres personnes s'apposant au prince Jean, il crée la bande des Joyeux Compagnons. Parmi eux se trouve Petit Jean et le Frère Tuck, tous loyaux envers Richard Cœur de Lion.
Mais le roi est retenu en otage en Autriche et  le shérif et ses hommes déguisés en Robin et ses compagnons tentent de voler la rançon de 100 000 marks payée par la reine. La jeune Marianne, femme de chambre de la reine, a connaissance du projet mais le shérif l'emprisonne dans son château. Robin part à la rescousse de Marianne, et après un duel à mort avec le shérif, parvient à la sauver. De retour dans leur cachette, Robin découvre un chevalier qui s'avère être le roi. Pour remercier Robin des Bois, il le fait Comte de Locksley.

## Fiche technique
- Titre : Robin des Bois et ses joyeux compagnons
- Titre original : The Story of Robin Hood and His Merrie Men
- Réalisation : Ken Annakin assisté de Peter Bolton
  - Réalisateur scène en extérieur : Basil Keys, Alex Bryce
- Scénario : Lawrence Edward Watkin
- Photographie : Guy Green
- Montage : Gordon Pilkington
- Casting : Maude Spector (non crédité)
- Directeur artistique : Carmen Dillon, Arthur Lawson
- Cadreur : Dave Harcourt, 
  - Cadreur scène en extérieur : Geoffrey Unsworth, Robert Walker
- Matte painting : Peter Ellenshaw
- Consultant Technicolor : Joan Bridge
- Maquillage : Geoffrey Roadway
- Coiffeur : Vivienne Walker
- Musique : Clifton Parker
  - Orchestre : Orchestre philharmonique royal dirigé par Muir Mathieson
  - Ingénieur du son : C.C. Stevens
  - Monteur son : Wyn Ryder
- Producteur : Perce Pearce
- Responsable de production : Douglas Peirce
- Responsable d'équipe: Anthony Nelson Keys
- Société de production : Walt Disney Productions
- Pays d'origine : États-Unis
- Format : Couleurs - 1,37:1 - Mono - 35 mm
- Genre : Aventure
- Durée : 83 minutes
- Date de sortie : 26 juin 1952

Sauf mention contraire, les informations proviennent des sources concordantes suivantes : Leonard Maltin, John West et IMDb

## Distribution
- Richard Todd : Robin des bois
- Joan Rice : Marianne
- Peter Finch : Shérif de Nottingham
- James Hayter : Frère Tuck
- James Robertson Justice : Petit Jean
- Martita Hunt : Reine Aliénor d'Aquitaine
- Hubert Gregg : Prince John
- Bill Owen : Will Stutely
- Reginald Tate : Hugh Fitzooth
- Elton Hayes : Alan-a-Dale
- Anthony Eustrel : Archevêque de Canterbury
- Patrick Barr : Roi Richard I
- Anthony Forwood : Will Scarlet
- Hal Osmond : Midge the Miller
- Michael Hordern : Scathelock
- Clement McCallin : Earl of Huntington
- Louise Hampton[4] : Tyb, nurse de Marian
- Archie Duncan : Gilles le Rouge
- Julian Somers : posse leader
- Bill Travers :  posse man
- David Davies : forester
- les compagnons : Ivan Craig, Ewen Solon, John Stamp, John Brooking, John Martin, Geoffrey Lumsden, Larry Mooney, John French, Nigel Nielson, Charles Perry, Richard Graydon, Jack Taylor

Sauf mention contraire, les informations proviennent des sources suivantes :  Dave Smith, Leonard Maltin, John West et IMDb

## Sorties cinéma
Sauf mention contraire, les informations suivantes sont issues de l'Internet Movie Database.
- Royaume-Uni : 13 mars 1952, première à Londres
- États-Unis : 26 juin 1952
- France : 13 août 1952
- Allemagne de l'Ouest : 9 septembre 1952
- Irlande : 12 octobre 1952
- Danemark : 3 novembre 1952
- Italie : 6 novembre 1952
- Philippines (Davao): 25 novembre 1952
- Portugal : 25 décembre 1952
- Suède : 26 décembre 1952
- Hong Kong : 29 janvier 1953
- Finlande : 27 février 1953
- Pays-Bas : 22 mai 1953
- Uruguay : 23 juillet 1953
- Autriche : 14 août 1953
- Espagne : 17 mai 1953
- Japon : 22 janvier 1955

## Origine et production
À la suite de la création d'un studio au Royaume-Uni à la fin des années 1940,, en association avec RKO Pictures, et au succès du film L'Île au trésor (1950), Disney lance un nouveau projet qu'il confie à nouveau à Perce Pearce,,. C'est un besoin pragmatique car des fonds du studio sont bloqués au Royaume-Uni à cause de la Seconde Guerre mondiale. Ils décident de poursuivre dans le genre du film d'action et d'aventure et prennent l'histoire de Robin des Bois. Robin des Bois est donc le second film produit avec des fonds bloqués en Angleterre aux Denham Studios. Ce choix est motivé selon John West par une ressemblance avec L'Île au trésor. Toutefois le sujet du film est déjà récurrent à Hollywood depuis le célèbre Les Aventures de Robin des Bois de 1938 avec Errol Flynn et pas moins de quatre adaptations entre 1945 et 1952 mais le succès commercial ou critique d'une précédente production n'a jamais découragé le studio ou Walt Disney de tenter une aventure.

### Développement du scénario
Un premier projet pour le film tente de reproduire à l'identique L'Île au trésor dans la forêt de Sherwood avec un jeune garçon qui rejoint les joyeux compagnons de Robin des Bois, similarité allant jusqu'à reprendre Robert Newton (Long John Silver) dans le rôle de Frère Tuck,,. Le jeune garçon devait être Bobby Driscoll mais en raison des problèmes rencontrés lors de L'Île au trésor et le faible succès du film, le projet a été changé.
Le droit du travail pour les enfants et les activités de Robert Newton avec RKO ont stoppé ce projet au profit d'une comédie romantique entre Richard Todd et Joan Rice,. Le scénario est modifié pour ajouter la vision américaine, le combat contre la monarchie corrompu disparaît au profit de valeurs comme l'individualisme du héros, le combat contre des oppresseurs et la justice indépendante du gouvernement. Selon Ken Annakin, Lawrence Edward Watkin ancien professeur d'anglais a essayé de faire revenir le film aux sources et d'être proche de la légende.
La pré-production débute avec des éléments produits par Disney et Pearce, aidés par le cameraman Guy Green et la directrice artistique Carmen Dillon. En pré-production, selon l'usage du studio Disney, l'équipe a utilisé les storyboards, une nouveauté pour le réalisateur Ken Annakin. Afin de rendre le film plus authentique, le studio a fait appel à Charles Beard, un éminent historien,. Le dossier de presse du film évoque ainsi des emprunts aux ballades du XIIe siècle, à la chanson de geste A Gest of Robyn Hode publiée par l'imprimeur Wynken De Worde vers 1489 ou Pierre le laboureur de William Langland (1355-1365).
L'équipe de Disney reprend les grands éléments de l'histoire traditionnelle tels que l'affrontement de Petit Jean et Robin sur un pont en bois au-dessus d'un torrent, le tournoi de tir à l'arc, le duel final... Mais elle ajoute quelques détails comme la communication par flèches sifflantes, la rencontre de Marianne et Robin dans leur adolescence comme deux amoureux. Le plus important est l'ajout d'une scène dans laquelle Robin et ses compagnons se jouent du Prince Jean en lui prenant un coffre, versant son contenu dans le tas d'or récolté par la population pour soutenir la croisade. Robin demande au peuple de remercier le shérif, malgré son mécontentement. Annakin a décidé afin de se démarquer de la précédente version avec Errol Flynn que le combat devait se dérouler dans tout le château et non seulement dans les marches.

### Tournage
Techniquement, le film utilise des caméras en Technicolor, alors peu fréquentes et consistant selon les souvenirs d'Annakin en « de lourdes et immobiles caméras avec un système élaboré sur trois bandes nécessitant pas moins de 11 minutes pour être rechargées et vérifiée après chaque prise. » Le studio engage une équipe dont le jeune réalisateur Ken Annakin et des acteurs tous britanniques. Le tournage se répartit comme pour L'Île au trésor sur trois équipes en extérieur et deux en intérieur aux Denham Film Studios dans le Buckinghamshire près de Londres. C'est toutefois le dernier film tourné au sein de ce studio actif depuis 1935. Pour la forêt, Annakin souhaitait utiliser la véritable forêt de Nottingham mais elle avait trop changé pour être utilisable.
Leonard Maltin indique que Walt Disney passe une partie de l'été 1950 en Angleterre pour superviser les productions. Il convie à ce voyage le producteur et publicitaire Bill Walsh. À propos de la présence de Walt Disney, Michael Barrier ajoute la période de juin à août 1951.

## Sortie et accueil
Le film Robin des Bois et ses joyeux compagnons sort d'abord à Londres en mars 1952 avant d'être diffusé aux États-Unis à partir de juin. Richard Todd, incarnant Robin des Bois, participe avec ce film à la première des trois productions Disney qu'il fera entre 1952 et 1954 ; suivront La Rose et l'Épée (1953) et Échec au roi (1953). Le film reçoit un bon accueil après du public au Royaume-Uni. Bernard Drew du The Herald Statesman de Yonkers évoque Robin des Bois et ses joyeux compagnons lors se revue de Robin des Bois (1973). L'avantage du film par rapport à la version avec Errol Flynn, Les Aventures de Robin des Bois (1938), et le tournage dans la forêt de Sherwood même. En parallèle au film, le producteur Bill Walsh invité par Walt Disney sur le tournage propose de faire un documentaire sur les coulisses du film en y voyant les possibilités promotionnelles en plus du principe d'intégration horizontale. Un film promotionnel de 15 min montrant les équipes de production du film a été réalisé en 1952 : The Riddle of Robin Hood, dirigé par Bill Wlash.
Le film a été sérialisé dans l'émission Disneyland, sur ABC et diffusé en deux épisodes le 2 novembre et le 9 novembre 1955. Le film a été diffusé en vidéo en 1987 et 1992.

## Analyse
Selon Leonard Maltin, ce film en prise de vue réelle est bien mieux que la version en animation réalisée par le studio en 1973, Robin des Bois, car il est moins basé sur la comédie ; toutefois cette seconde version a éclipsé cette première production avec des acteurs. Pöur John West, le film est bon mais pas fantastique et malgré un scénario excellent de L. E. Watkin, il ne parvient pas à faire de l'ombre aux versions des années 1930 de Robin des Bois. West ajoute que le scénario initial de Watkin était bien meilleur que le film et rejette la faute sur les acteurs, Joan Rice ayant, par exemple, été choisi avant que le réalisateur Ken Annakin ne soit nommé.
Pour Eric Smoodin et Richard Schickel, le film se classe parmi les productions réalistes du studio Disney au début des années 1950 au côté de la série de documentaires animaliers True-Life Adventures,. Pour Steven Watts, Robin des Bois est représentatif des productions du studio dans les années 1950, souvent des émissions digne de la télévision et mettant en avant les valeurs américaines. Selon Annakin, Walt considérait cette production comme un film Disney et, de par son approche et ses points de vue, elle diffère des précédentes adaptations de Robin des Bois. Un élément confirmant ce point est la présence d'un livre au début du film comme Blanche-Neige ou Cendrillon mais qui sert ici en plus de support narratif apparaissant à plusieurs moments du film pour faire progresser l'histoire,. Kevin J. Harty évoque aussi cet usage du livre comme un standard des films Disney.
Kevin J. Harty juge Richard Todd comme un acteur compétent mais n'égalant pas Errol Flynn et que Joan Rice ressemble à une Olivia de Havilland jeune mais sans être elle. John West écrit aussi que ni Todd n'est Flynn, ni Rice n'est de Havilland, ni Peter Finch n'est Basil Rathbone et ajoute que les peintures de matte de Peter Ellenshaw démontrent par leur qualité que le budget était limité. Cette version Disney infléchit le standard cinématographique de la légende de Robin des Bois dans deux voies contradictoires, la première avec une place plus importante de la femme et la seconde avec une emphase sur les méchants de l'intérieur souvent costumés de rouge qui reflète les accusations de communisme courantes dans les années 1950 (Voir Maccarthysme).
L'actrice Louise Hampton (1881-1954) joue la nurse âgée de Maid Marian et confirme les stéréotypes de classe et de genre pour ce rôle. Mais sa prestation est brouillée, principalement en raison de son âge avancée, près de 70 ans. À l'opposé Martita Hunt joue avec force le personnage de la reine Aliénor et participe à plusieurs reprises à l'action récoltant par exemple les 100 000 marcs nécessaire à la libération de Richard. Maid Marian jouit dans cette version d'une certaine indépendance. Ce sont autant de point démontrant une place accrue de la femme dans la légende de Robin des Bois.
Pour Kevin J. Harty, le film acquiesce constamment en direction du Maccarthysme et de l'obsession de l'ennemi intérieur. Même si le film ne comporte pas de politique, le traitement des méchants reflète selon Harty les pensées politiques personnelles de Walt Disney. Harty cite Alan Lupack qui mentionne deux films de la même époque avant des ennemis intérieurs vêtus de rouge à l'instar de Gil et De Lacey, les agents du shérif et Kim Newman qui compare le Prince Jean au Sénateur MacCarthy dans son analyse de La Revanche des gueux (1950). Par la suite dans de nombreuses productions Disney les méchants portent du rouge.